# 스웨덴 U-17 축구 국가대표팀
스웨덴 U-17 축구 국가대표팀(스웨덴어: Sveriges U17-herrlandslag i fotboll)은 스웨덴을 대표하는 17세 이하의 축구 국가대표팀으로, 스웨덴의 축구 관리 기관인 스웨덴 축구 협회의 관리를 받는다. UEFA U-17 축구 선수권 대회에 14번 출전해 2013년에 준결승에 올랐으며, FIFA U-17 월드컵에는 1번 참가해 2013년에 3위를 기록했다.